# Ganna

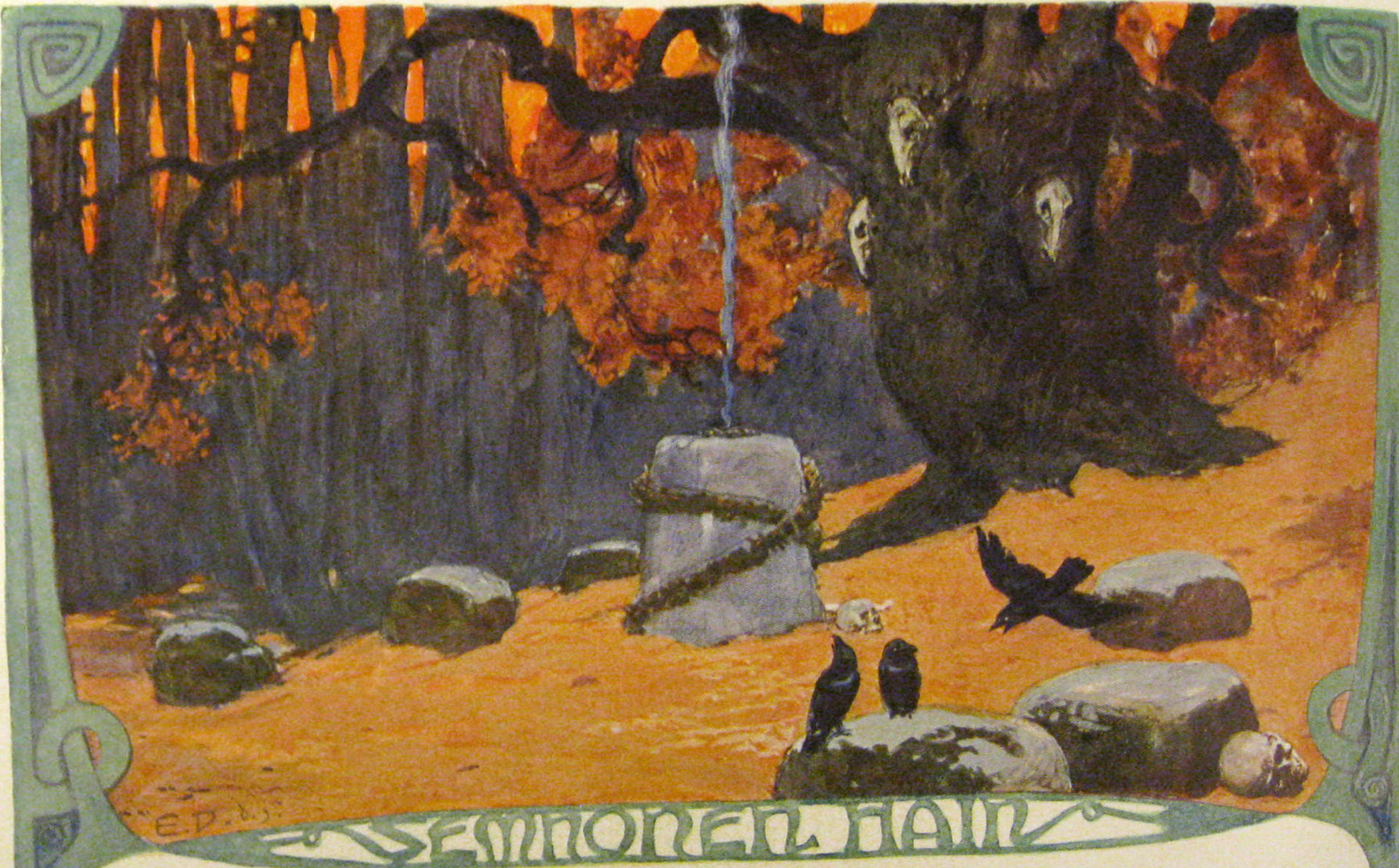
Parece haber sido la propia Ganna y su rey Masyus, quienes informaron a Tácito de las prácticas religiosas de Semnoni. Una ilustración de la arboleda sagrada Semnoni, que se identifica con la Arboleda de los grilletes en la leyenda heroica escandinava.

Ganna (Γάννα en griego) fue una völva o sacerdotisa germana de la tribu de los semnones, activa políticamente durante el final del siglo I. Sucedió a Veleda en el liderazgo espiritual de su pueblo y actuó como diplomática y represente en negociaciones con el emperador romano Domiciano.

## Nombre
Se cree que el nombre Ganna proviene del nórdico antiguo gandr, una palabra usada para referirse a las varitas usadas por sus sacerdotes.

## Biografía
En el año 82, Ganna acompañó al caudillo semnón Masias en su embajada a Domiciano, posiblemente durante la estancia de este último en la Galia. Se la describe como una sacerdotisa virgen, sucesora al cargo de Veleda, y dueña no sólo de poder espiritual (galdr), sino de gran influencia política. Tanto ella como Masias fueron honrados por Domiciano antes de su regreso.